# Гейджес-Лейк (Іллінойс)
Гейджес-Лейк (англ. Gages Lake) — переписна місцевість (CDP) в США, в окрузі Лейк штату Іллінойс. Населення — 10 637 осіб (2020).

## Географія
Гейджес-Лейк розташований за координатами 42°21′6″ пн. ш. 87°58′57″ зх. д. / 42.35167° пн. ш. 87.98250° зх. д. (42.351645, -87.982437).  За даними Бюро перепису населення США в 2010 році переписна місцевість мала площу 8,29 км², з яких 7,75 км² — суходіл та 0,54 км² — водойми.

## Демографія
Згідно з переписом 2010 року, у переписній місцевості мешкало 10 198 осіб у 3755 домогосподарствах у складі 2750 родин. Густота населення становила 1231 особа/км².  Було 3977 помешкань (480/км²).
Расовий склад населення:
| - 84,3 % — білих - 6,0 % — азіатів - 3,8 % — чорних або афроамериканців - 0,3 % — корінних американців - 2,8 % — осіб інших рас |

До двох чи більше рас належало 2,6 %. Частка іспаномовних становила 8,6 % від усіх жителів.
За віковим діапазоном населення розподілялося таким чином: 26,3 % — особи молодші 18 років, 64,8 % — особи у віці 18—64 років, 8,9 % — особи у віці 65 років та старші. Медіана віку мешканця становила 39,1 року. На 100 осіб жіночої статі у переписній місцевості припадало 98,6 чоловіків;  на 100 жінок у віці від 18 років та старших — 94,3 чоловіків також старших 18 років.
Середній дохід на одне домашнє господарство  становив 98 403 долари США (медіана — 86 370), а середній дохід на одну сім'ю — 112 069 доларів (медіана — 103 693). Медіана доходів становила 69 308 доларів для чоловіків та 50 795 доларів для жінок. За межею бідності перебувало 5,7 % осіб, у тому числі 7,1 % дітей у віці до 18 років та 0,9 % осіб у віці 65 років та старших.
Цивільне працевлаштоване населення становило 5270 осіб. Основні галузі зайнятості: освіта, охорона здоров'я та соціальна допомога — 20,0 %, виробництво — 14,7 %, роздрібна торгівля — 10,8 %, науковці, спеціалісти, менеджери — 10,1 %.